# Charaxes fervens
Espèce
Charaxes fervens est une espèce d'insectes lépidoptères de la famille des Nymphalidae, de la sous-famille des Charaxinae et du genre Charaxes.

## Dénomination
Charaxes fervens a été nommé par Butler en 1896.

### Sous-espèces
- Charaxes fervens fervens
- Charaxes fervens pagensis Tsukada

## Description
Charaxes fervens est un grand papillon.

## Écologie et distribution
Il est présent uniquement à Nias en Indonésie.

### Protection
Pas de protection : il est en vente libre sur internet.